# Skip Beat!
Skip Beat! (japonês: スキップ・ビート!, Hepburn: Sukippu Bīto!) é uma série de mangá shōjo criada por Yoshiki Nakamura. Começou a ser publicada na revista Hana to Yume da Hakusensha em 15 de fevereiro de 2002. Uma adaptação em anime foi feita pela Hal Film Maker sob direção de Kiyoko Sayama, sendo exibida entre 5 de outubro de 2008 e 29 de março de 2009 na TV Tokyo.

## História
Kyoko Mogami é uma garota de dezesseis anos que é apaixonada por seu amigo de infância, Shotaro Fuwa, porém é traída por ele. Como passou grande parte da sua infância na pousada dos pais de Shotaro, ela aprendeu muito sobre hotelaria e outras tarefas relacionadas. Shotaro não queria assumir o negócio dos seus pais, dessa forma pede para Kyoko fugir com ele para Tóquio. Assim, ela abandonou ensino médio e a sua vida na Prefeitura de Kyoto para ajudá-lo na sua carreira musical.
Após chegar em Tóquio, Kyoko tem uma vida simples e trabalha em vários empregos para sustentar Sho, como é chamado por suas fãs, não gastando nada com ela mesma e fazendo tudo o que puder para Sho, que acaba se tornando uma das celebridades masculinas mais populares do Japão. Um dia, ela ouve Shotaro reclamando dela para sua empresária, dizendo que é uma garota chata e pobre e que apenas a vê como um capacho. Ele então começa uma conversa amigável com a gerente, diferente da forma fria e exigente que trata Kyoko. Ela não chora quando descobre que Sho apenas a queria ao seu lado para tratar das tarefas domésticas, em vez disso, ela abre a sua "caixa de Pandora" e jura vingança contra ele. Assim, enquanto é levada por seguranças, Sho diz que se ela quer se vingar, ela teria que se tornar uma estrela maior do que ele.
Dessa forma, Kyoko muda a sua aparência e entra na indústria de entretenimento, enfrentando muitos desafios ao longo do caminho. Aos poucos, ela começa a subir na carreira, enquanto conhece novas pessoas em sua vida. Ela também continua com a esperança de se vingar de Shotaro, bem como recuperar o sentimento de compaixão que tinha perdido quando seu coração foi quebrado por ele. Nesse tempo, ela conhece Ren Tsuruga, que tem uma primeira impressão negativa de Kyoko, mas depois vem a amá-la. Kyoko aos poucos começa a cultivar sua atuação e amizades e vê que não está seguindo mais aquela profissão apenas por vingança, mas porque é algo que realmente gosta.

## Personagens
Kyoko Mogami (最上 キョーコ, Mogami Kyōko)
Dubladora: Miki Nagasawa (drama CD), Marina Inoue (anime)
É uma de garota de 16 anos que planeja uma vingança contra o Fuwa Shou, seu amigo de infância que sempre foi apaixonada. Ela abandonou o seu próprio futuro para ajudá-lo a realizar o seu sonho de ser um cantor. Ela sempre ficou contente por estar o ajudando, até descobrir que estava apenas sendo usada. Dessa forma, ela jura uma vingança. Shou não dá importância e diz que a única forma dela fazer isso, é alcançando seu status. Assim, Kyoko vê na agência de talentos L.M.E. uma oportunidade de colocar em prática seu plano de vingança. Após bastante insistência, ela consegue ingressar na nova sessão da empresa, chamada Love Me, destinada a artistas que precisam recuperar sua capacidade de amar e fazer os outros lhe amarem.
É inocente, dedicada e apaixonada por histórias de contos de fadas. Porém, ela tem ruins recordações do passado. Seu pai nunca foi mencionado, mas sua mãe era uma mulher fria e sempre a deixava sob os cuidados da família de Shou. Por causa disso, acabou se isolando. Porém, Kyoko fez uma grande amizade com um garoto chamado Corn, que ela acreditava ser uma fada. Quando ele precisou partir, deu a ela uma pedra azulada alegando ser mágica, sendo capaz tirar todas as energias e sentimentos ruins dela.
Na L.M.E., ela conhece Ren, que não gosta do motivo da jovem para se tornar uma atriz e a repreende por isso. Apesar dos dois não se darem bem a princípio, Kyoko encontra em Ren um amigo e um senpai que sempre lhe dá apoio e conselhos para crescer como atriz e como pessoa.
Ren Tsuruga (敦賀 蓮, Tsuruga Ren)
Dublador: Ken Narita (drama CD), Katsuyuki Konishi (anime)
Tem 20 anos e é um ator de prestigio e com muito potencial, além de ser considerado o homem mais atraente do Japão. É visto como uma pessoa muito gentil e talentosa, por isso é muito admirando. Entretanto, ele é severo e sarcástico com quem não leva seu trabalho a sério e quando bravo,  consegue emitir uma aura muito séria e ameaçadora. Sho odeia Ren, fazendo com que Kyoko também não gostasse dele. Depois, Kyoko não vê motivo para odiá-lo, já que ela não quer mais agradar Sho, mas logo muda de ideia graças as desavenças entre ela e Ren. Na verdade, Ren antipatizava com Kyoko apenas porque ela decidiu se tornar atriz motivada pela vingança e não porque queria essa profissão, mesmo que ele admirasse sua dedicação e força de vontade. A relação entre eles melhora quando Kyoko descobre que realmente gosta de atuar e decide frequentar o curso de atuação da L.M.E. porque ela mesmo quer e não por causa de alguém, como ela fez a vida inteira. Conforme Ren e Kyoko vão se tornando mais próximos, o ator passa a odiar Sho.
Shō Fuwa (不破 尚, Fuwa Shō)
Dublador: Nobutoshi Kanna (drama CD), Mamoru Miyano (anime)
Amigo de infância e primeiro amor de Kyoko. Seu verdadeiro nome é Shoutarou, mas ele prefere ser chamado de Shou. Ele sempre gostou de ficar próximo a sua amiga, pois ele achava que ela era quem mais o entendia e vice-versa. Quando ele a via chorar, entrava em pânico e não sabia o que fazer, logo ficava parado apenas olhando para ela. Conforme foi crescendo, foi se tornando um playboy. Seus pais queriam que ele assumisse o Hotel da família e se casasse com Kyoko (por isso eles estavam discretamente a treinando para que soubesse como agir como a esposa do dono do hotel) e quando ele percebeu isso, decidiu deixar Kyoto, levando Kyoko junto. Quando se tornou um cantor de sucesso, achou que sua amiga não seria mais necessária, então pensou em mandá-la de volta para Kyoto, mas ela escuta a conversa entre ele e sua empresária Shoko, ficando furiosa. Shou acha que Kyoko não tem a mínima chance de conseguir fazer sucesso no showbiz e se surpreende quando reencontra a amiga depois de vários meses e não tem certeza se é ela realmente. Ele contrata Kyoko para participar de um Vídeo Promocional dele, fazendo o papel de um anjo, para ter certeza se é ela e testar suas habilidades, o que acaba ajudando a carreira de Kyoko. Depois, Shou fica confuso com relação a ela, mas não admite, e ainda diz a Shoko que sente como se Kyoko ainda pertencesse a ele e que, por isso, ele poderia fazer o que quisesse com ela.
Kanae Kotonami (琴南 奏江, Kotonami Kanae)
Dubladora: Yukiko Tagami (drama CD), Risa Hayamizu (anime)
Primeira amiga de Kyoko. Como Shou era muito popular entre as garotas e sempre ficava perto de Kyoko, as outras garotas não gostavam dela isso a impedia de fazer amigas. Kanae é uma atriz com grandes habilidades de interpretação, mas tem um temperamento altivo e anti-social. As duas se conhecem durante o teste de admissão da L.M.E. e assim como Kyoko, Kanae não consegue passar no teste por falta de "amor", logo ela também é mandada para a sessão Love Me. A princípio, não se dão muito bem, mas com o tempo tornam-se amigas. Kyoko a chama carinhosamente de Mouko-San.
Yukihito Yashiro (社 倖一, Yashiro Yukihito)
Dublador: Masahito Kawanago (anime)
Empresário de Ren. É gentil, atencioso e, dependendo do caso, pode se comportar como um adolescente animado. Logo a princípio se simpatiza muito com Kyoko e quando começa a suspeitar que Ren esteja se apaixonando por ela, fica animado e incentiva seu cliente para ficar com a moça. Ele também adora brincar e tirar uma com a cara de Ren, mas realmente se preocupa com ele e tenta ajudar em tudo que pode.
Lory Takarada (ローリィ宝田, Rōri Takarada)
Dublador: Banjo Ginga (drama CD), Kouji Ishii (anime)
Presidente da L.M.E. e é conhecido por ser um sujeito muito excêntrico. Acredita que o sentimento mais importante seja o amor e se considera um Condutor do Amor. Usa roupas exóticas, nunca poupa dinheiro, é exaltado ao se expressar e sente necessidade em ser chamativo. Mesmo assim cuida muito bem da sua empresa e seus funcionários. Quando conheceu Kyoko, não achou que ela estava pronta para o showbiz, mas acreditou que havia muito potencial nela, então criou a seção Love Me para ajudá-la e mantê-la na empresa.
Takenori Sawara (椹 武憲, Sawara Takenori)
Dublador: Tomoyuki Kōno (drama CD), Kenji Hamada (anime)
Funcionário da L.M.E. Kyoko conversou com ele quando decidiu entrar para a empresa e depois que a rejeitou, ela o perseguiu incansavelmente por uma semana, até que ele finalmente deixou com que ela participasse do teste de admissão. Geralmente é ele quem avisa Kyoko sobre novos trabalhos.
Maria Takarada (宝田 マリア, Takarada Maria)
Dubladora: Hiromi Konno (anime)
Neta de Lory. Uma garotinha que não simpatiza com ninguém além de seu avô, Ren e Kyoko. Sua mãe era uma modelo internacional e estava em uma viagem de negócios quando Maria ligou pedindo para que ela viesse a sua festa de aniversário. Porém, o avião de sua mãe acabou caindo, fazendo com que Maria se sentisse culpada e achando que seu pai a culpava também. Kyoko a ajudou a entender que era ela mesma que se julgava culpada. Depois de um tempo, vai ficando mais sociável com as pessoas.
Shoko Aki (安芸 祥子, Aki Shōko)
Dubladora: Rio Natsuki (anime)
Empresária de Shou. Uma mulher muito bonita e que aparenta ter uma relação íntima com seu cliente. Apesar de Kyoko e Shou viverem brigando um com o outro, Shoko simpatiza com a moça e deseja que ela e Sho se entendam.

## Mídia

### Mangá
Skip-Beat! começou como uma série de mangá escrita e ilustrada por Yoshiki Nakamura, sendo serializada na revista Hana to Yume da editora Hakusensha em 15 de fevereiro de 2002. O primeiro volume encadernado foi lançado em 19 de julho de 2002 e até 20 de dezembro de 2024, 51 volumes e um fanbook foram lançados no Japão. O mangá foi licenciado pela Viz Media para lançamento na América do Norte e é publicado na revista Shojo Beat sob a logomarca da Viz Media. O primeiro volume foi lançado em inglês em 5 de julho de 2006 e até 2 de abril de 2024, 49 volumes foram publicados. Mais tarde, o mangá foi relançado no formato VIZBIG em 6 de março de 2012 e até o momento, seis volumes foram lançados.

### Anime
A adaptação em anime foi dirigida por Kiyoko Sayama e produzida pelo estúdio Hal Film Maker. Foi exibida no Japão entre 5 de outubro de 2008 e 29 de março de 2009. O site de exibição online de animes Crunchyroll começou a exibir oficialmente o anime com legendas em inglês após um acordo com a TV Tokyo.
O primeiro tema de abertura da série é "Dream Star" por the generous, enquanto o segundo é "Renaissance", da mesma cantora.[carece de fontes?] O primeiro encerramento é "Namida" por 2BACKKA, sucedido por "Eien" de Yūsaku Kiyama.
Kickstarter re-lança a campanha do Anime Skip Beat!
A campanha busca fundos para a dublagem em Inglês que será executada até 16 de Abril
Pied Piper, Inc. lançou campanha Kickstarter para liberar Skip Beat! em DVD e Blu-ray na América do Norte com dublagem em Inglês em 19 de Março até 16 de abril 12:58 (Horário de Brasília).
O objetivo da campanha é de US $ 155.000 para os custos de localização, incluindo uma dublagem em Inglês. A empresa também estabeleceu metas de crescimento para melhorar a qualidade do Inglês dub trazendo atores notáveis, diretores e roteiristas a bordo. Metas de crescimento também incluem vídeos por trás das cenas através do Skype.
Pied Piper's Ann Yamamoto disse que a empresa adquiriu a licença da TV Tokyo e a TV Tokyo está exigindo a dublagem em Inglês, como condição de lançamento. A Pied Piper não será capaz de lançar a série em um formato de legenda somente.
A plataforma de crowdfunding Kickstarter permite que os fundos sejam recolhidos apenas com o sucesso da campanha.
Os dubladores Mela Lee, Cristina Vee e Jason C. Miller estão produzindo a dublagem em Inglês.
A Pied Piper descreve a série:
No 25° episódio da série shoujo, Kyouko Mogami, 16 anos, está arrasada ao saber que sua paixão de longa data Sho Fuwa tinha usado ela como uma serva enquanto ele seguia para o estrelato. Ela jura vingança para vencê-lo em seu próprio jogo e se junta a uma agência de talentos rival, e no processo se transforma em uma pessoa dócil para agradar ao talento criativo engenhoso. Arcos fascinantes da história do anime incluem a descoberta de Kyouko da amizade com a colega atriz Kanae ("Moko") Kotonami. Surge uma relação tumultuada com a estrela Ren Tsuruga, que lentamente talvez a leve longe da vingança e traga-a para o caminho do amor.
A versão televisiva de Yoshiki Nakamura's Skip Beat! Shoujomangá estreou no Japão em outubro de 2008. A série está disponível em streaming no Crunchyroll Americano. A Viz Media publica o mangá original na América do Norte.
Em 2013, a Pied Piper colaborou com orientações e com o Estúdio Rikka para com êxito executar um Kickstarter para uma versão Blu-ray do filme do anime Tempo de Eva. O projeto ganhou US $ 215.433 no total, 1.196% da meta de financiamento original e suficiente para financiar uma dublagem em Inglês produzida em NYAV.

### Drama CD
Um único CD drama chamado Skip-Beat! Drama CD foi lançado pela Marine Entertainment em 26 de setembro de 2002. O CD cobre o primeiro volume (capítulos um a cinco) do mangá.

### TV Drama
Em 2008, um drama taiwanese baseado em Skip Beat! foi anunciando em uma conferência de imprensa no Japão. Intitulado de Extravagant Challenge (chinês tradicional: 華麗的挑戰, pinyin: Huá Lì De Tiǎo Zhàn), foi estrelado por Ivy Chen como Kyōko, Choi Siwon como Tsuruga Ren e Lee Donghae como  Shō Fuwa. Ele foi dirigido por Niu Cheng Ze (鈕承澤) e produzido pela Gala Television (GTV). Composta por 15 episódios, a série foi ao ar entre 18 de dezembro de 2011 e 1 de abril de 2012.